# Diana Arismendi

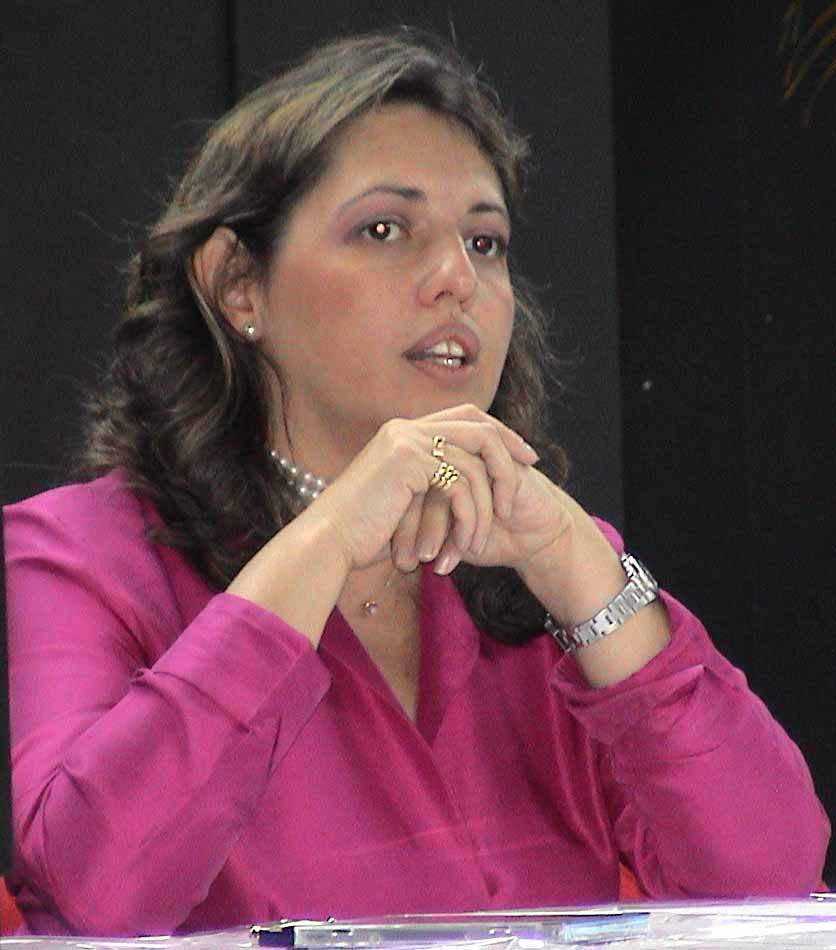
Diana Arismendi

Diana Arismendi (sinh ngày 8 tháng 11 năm 1962) là một nhà soạn nhạc người Venezuela.

## Đời sống
Sinh ra ở Caracas, Arismendi học tại Escuela de Música "Prudencio Esáa" và tại Conservatorio Nacional de Música Juan José Landaeta, cả trong thành phố của bà ấy. Một học bổng của chính phủ đã cho bà cơ hội du lịch tới Paris để học tiếp, và năm 1982, bà bắt đầu những bài học dưới Jacques Castérède và Yoshisha Taira tại École Normale de Musique de Paris; bà tốt nghiệp trường năm 1986. Cùng năm đó, bà trở thành giáo sư tại Conservatorio de Música Simón Bolívar, nơi bà ở lại cho đến năm 1990. Một học bổng khác, học bổng này từ OEA, cho phép bà theo học Đại học Công giáo Hoa Kỳ, từ đó bà nhận bằng thạc sĩ năm 1992 và bằng tiến sĩ hai năm sau đó. Arismendi đã làm việc trong nhiều hình thức khác nhau, bao gồm opera và đã sáng tác một số tác phẩm cho dàn nhạc cũng như các bản nhạc thính phòng, tác phẩm piano và nhạc hợp xướng. bà cũng đã làm việc với phương tiện truyền thông điện âm.